# Homo erectus
Homo erectus – "den upprätt(gående) människan" – är en utdöd art av släktet människor. Detta är den människoart som har överlevt längst tid på jorden, och var dessutom den första människoart som spred sig till flera kontinenter. H. erectus utvecklades i Afrika och utvandrade till både Asien och Europa. De äldsta fynden har med säkerhet daterats till 1,8 miljoner år, och förmodligen är vissa fynd 1,9 miljoner år gamla,, men det är diskutabelt om dessa fynd ska räknas till H. erectus eller Homo ergaster. H. erectus fanns kvar i världen för bara 50 000 år sedan, och var därför under en kort tid samtida med oss (Homo sapiens) och med Neanderthalmänniskan.  Hon började regelbundet använda eld för matlagning för minst en halv miljon år sedan, och kunde tillgodogöra sig så mycket mer av födan att hjärnan började växa i storlek.
Den moderna människan har med stor säkerhet sitt ursprung i afrikanska Homo erectus, möjligen via en mellanliggande art kallad Homo heidelbergensis. Den genetiska forskningen på mitokondrie-DNA, som ärvs från mödernet, har visat att förmodern till alla moderna människor, Homo sapiens, som nu lever på jorden utvecklades i Afrika och ättlingarna utvandrade sedan därifrån. Homo erectus utanför Afrika har givit få om ens några genetiska bidrag till den moderna människan. Det finns endast svagt stöd i forskningen för att någon population av Homo sapiens skulle ha fått avkomma med eller utvecklats ur grupper av H. erectus som levt utanför Afrika.,

## Utbredning och släktskap
Inom forskarkåren finns en samsyn om att Homo erectus utvecklades i Afrika och att delar av populationen sedan utvandrade därifrån. De flesta paleoantropologer anser att Homo habilis är hennes föregångare. Homo erectus anses vara den första människoart som lyckats lämna Afrika, och som till och med kan ha byggt flottar eller primitiva båtar för att ta sig hela vägen fram till indonesiska öar där man funnit fossil, och hon kan därför knappast kallas för "apmänniska". Homo erectus anses dock inte ha utvandrat till Amerika, även om de haft samma möjligheter som vi att gå över från Sibirien under vissa skeden i istiden. Detta beror möjligen på att det inte var särskilt många Homo erectus som bosatte sig utanför Afrika. De äldsta fynden av Homo erectus är från Afrika och har med säkerhet daterats till 1,8 miljoner år, och förmodligen är vissa fynd 1,9 miljoner år gamla. Homo erectus var således den första människoarten som vandrade ut ur Afrika till både Europa och Asien. Detta ska ha skett i omgångar med början för drygt 1,5 miljoner år sedan. Homo erectus är troligtvis också den första människa som regelbundet använde sig av elden, vilket framgår av avlagringar som är över 500 000 år gamla. Detta var något som gjorde proteiner och näringsämnen avsevärt mer lättillgängliga och som gav hjärnan energi för att växa ytterligare.

### Multiregionala hypotesen – en speciell kinesiskHomo erectus?
År 1891 upptäckte holländaren Eugène Dubois i Trinil på Java i Indonesien fossil av en tidigare människotyp, som fick smeknamnet Javamänniskan. Dubois gav sitt fynd det vetenskapliga namnet Pithecanthropus erectus, "Den upprätta apmänniskan", eftersom han uppfattade fossilet som en övergångsform mellan apa och människa. Arten inordnades dock så småningom i släktet Homo, när man insåg hur människolik den var. Även den år 1928 hittade Pekingmänniskan, först döpt till Sinanthropus pekinensis, räknas numera till Homo erectus. Kinesiska forskare såg likheter mellan kranier från moderna kineser och Pekingmänniskan (bland annat platt ansikte). De argumenterade ända in på 2000-talet för att de kinesiska eller mongoliska folkslagen skulle ha utvecklats från grupper av Homo erectus som varit bosatta i området där östra Kina och Indokina ligger idag. Andra människor, till exempel européer, skulle ha utvecklats från Homo erectus bosatta i nuvarande Europa. Detta är en argumentation som bottnar i den så kallade multiregionala hypotesen..
Mot denna har Ut ur Afrika-teorin stått. Enligt denna modell uppstod Homo sapiens endast i Afrika. Samtliga människor, inklusive kineser, och urinvånare på geografiskt isolerade platser, härstammar från denna afrikanska population av Homo sapiens – en grupp som ibland varit så liten att den hotats av undergång på grund av framför allt av torka i hela Afrika. En av de största förespråkarna för Ut-ur-Afrika-teorin har varit den brittiske antropologen Chris Stringer.
Det faktum att de ursprungliga fynden av Pekingmänniskan försvann i andra världskrigets kaos i Kina och aldrig har återfunnits, lade ett lätt mystiskt skimmer över debatten. Det finns emellertid avgjutningar av "Pekingmannen" bevarade och nya fynd har gjorts i samma grotta efter kriget. Andra Erectus-fynd har bland annat gjorts vid Turkanasjön i Kenya, Olduvai-ravinen i Tanzania, i Georgien samt i Spanien.

### Ut ur Afrika-tesen har fått stöd – och mothugg –  från genetikerna
Debatten är nu mer eller mindre avklarad. Det finns olikheter i utseende mellan skallar som hittats, men detta säger egentligen ingenting. Ut ur Afrika-teorin i princip bevisades i början av 1990-talet genom forskning om mitokondrie-DNA, studier av bland annat Allan Wilson och Rebecca Cann visar att alla moderna människor härstammar från en Mitokondrisk Eva, som levde i Afrika och var medlem av vår egen art – Homo sapiens.
Genetikern Li Jin och hans kollegor vid Texas Universitet har sökt Y-kromosoms-Adam och därvid tittat på markörer på Y-kromosomen i genetiskt material från mer än 12.000 män från 163 populationer i Asien och Oceanien. Multiregionalism förutsätter att tidigare människoarter som Neandertalarna eller Homo erectus skulle ha bidragit till den moderna människans genpool. Lins och andras data indikerar att samtliga obrutna mor-dotter- och far-son-linjer kommer från en troligen afrikansk förfader, men det utesluter inte att det finns genetiskt upptag från andra människoarter. Enligt Svante Pääbo vid Max Planckinstitutet i Leipzig har den moderna människan tagit upp gener från både neanderthalare och denisovamänniskor. 2010 publicerade Richard E. Green, som tillhör Pääbos forskaregrupp, att alla människor utanför Afrika har 1-4 % anlag från neanderthalare, eftersom de afrikanska utvandrarna och neanderthalarna korsade sig innan den nya "korsningsmänniskan" emigrerade vidare. Något motsvarande genupptag har inte kunnat påvisas från Pekingmänniskan helt enkelt eftersom några gensekvenser inte finns tillgängliga i detta fall. Frågan är alltså fortfarande öppen.
Jin och hans team fann enbart markörer som kunde knytas till en genmutation hos en afrikansk förfader av vår egen art (Homo sapiens) som levde i Afrika för mellan 35 000 och 89 000 år sedan. Dessa Homo sapiens lämnade Afrika i omgångar för Asien, Oceanien, Europa och Amerika, och vissa medlemmar av vår art återvandrade dessutom tillbaka till Afrika. Homo erectus har inte gett upphov till moderna människor i Asien och Europa eller någon annan del av världen. .
Man har även funnit att Homo erectus levde i mellersta Europa för 700 000 år sedan. Ett fynd av 32 flintredskap i England är ett bevis för mänsklig närvaro som tidigare inte hittats så långt norrut. Fynden indikerar en varm period mellan nedisningen för 700 000 år sedan, vilket medförde att klimatet i England var som vid Medelhavet i dag. Sedan tvingade nästa istid bort Homo erectus från området.

### En gemensam förfader?
Vår släktskap med den upprättgående människan, H. erectus är långt ifrån klarlagt. Homo erectus skelett var mycket likt den nutida människans. Detta, plus den relativa närheten i tid, har fått många forskare att anta att hon är vår direkta förfader. Studier av jordlagren vid erectus-fyndplatser intill Solo River på Java har givit vid handen att vissa fossil endast är 50 000 år gamla. Om detta är korrekt var individer av Homo erectus samtida både med neanderthalmänniskan och med oss, Homo sapiens.. På 1990-talet medförde fyndet av några skallar i nuvarande Georgien att några forskare ville placera in en ny människotyp som efterträdare till Homo habilis, och de gav denna människoart namnet Homo ergaster. Homo ergaster ska ha utvecklats i två grenar: till Homo Erectus, som tros vara en återvändsgränd trots hennes 1,7 miljoner år på jorden, samt till vår direkta förfader (?) Homo heidelbergensis för 1,4 miljoner år sedan.
Homo ergaster ("Den arbetande människan") levde mellan 1,9 och 1,4 miljoner år sedan, i samband med det globala klimatsvalnandet i äldre pleistocen. Andra forskare menar att fossilen från Georgien inte tillhört någon egen art, utan har definierat dem som en lokal och tidig typ av Homo erectus. Homo ergaster hade en skallvolym mellan 750 och 800 kubikcentimeter, och hade inte lika hög grad av sexuell dimorfism som tidigare hominider. Homo ergaster antas ha varit ungefär 1,80 m långa, och är de äldsta förmänniskorna som var lika långa som vi.
Artnamnet ergaster från grekiskans ord för arbetare. Namnet valdes efter upptäckten av flera verktyg som stenyxor och stenklyvare nära skelettlämningar från Homo ergaster. Brända djurben i kökkenmöddingar och rester av boplatser har tolkats som att de även hanterade eld, men detta är synnerligen omstritt.

## Utseende

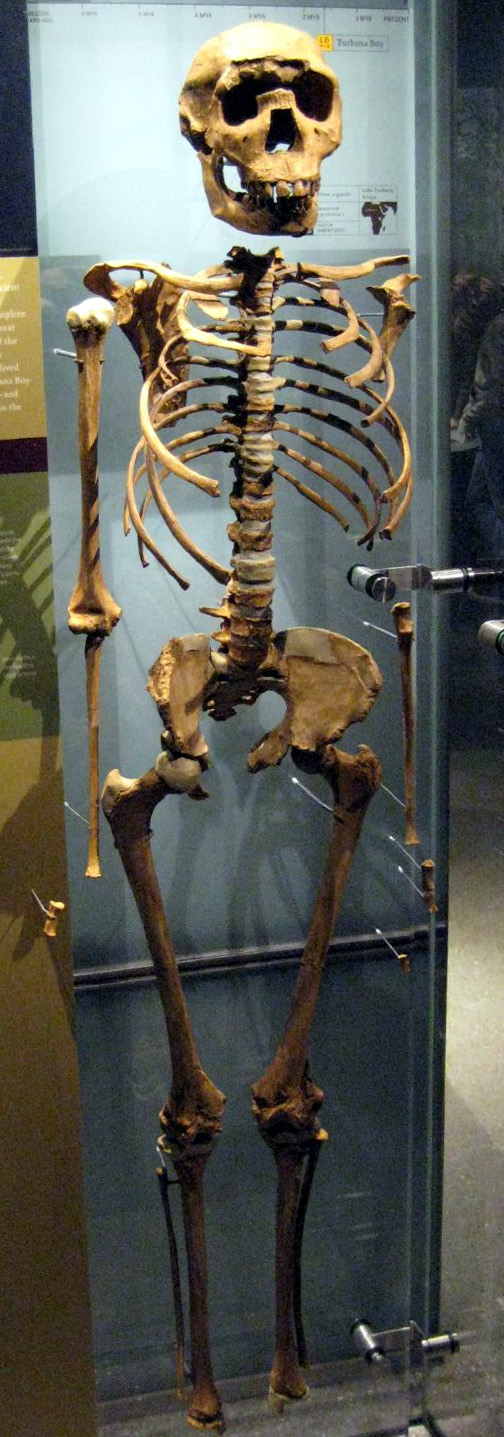
Ett nästan fullständigt skelett av en pojke av antingen arten H. erectus eller H. ergaster (beroende på vilken forskare man frågar).

H. erectus skelett var mycket likt den nutida människans. Det plus den relativa närheten i tid har fått många forskare att anta att hon är vår direkta förfader. Å andra sidan har vissa fynd i Afrika fått forskare att introducera en art mellan föregångare som Homo habilis och H. erectus, nämligen Homo ergaster som ska ha levt i Afrika för mellan 1,5 och knappt 2 miljoner år sedan. Denna art, H. ergaster ska enligt denna teori först för 1,8 miljoner år sedan ha gett upphov till H. erectus, som utvandrade ur Afrika. Därefter ska H. ergaster i Afrika ha utvecklats till en okänd människoart, som i sin tur för 800 000 år sedan gav upphov till en art kallad Homo heidelbergensis, som på drygt 600 000 år omvandlades till oss – Homo sapiens.
De tidigare nämnda fynden från Dmansi i Georgien av H. ergaster eller H erectus. härrör från yngre pleistocen, och är omkring 1,8 miljoner år gamla. Dessa fynd av tidiga människoarter hör till de äldsta kända utanför Afrika. Fynden uppvisar en blandning av moderna och primitiva drag. Till de mer utvecklade eller moderna egenskaperna hos fossilen hör dels kroppsproportionerna, som påminner om dem hos H. sapiens, dels vissa anpassningar hos skelettet som möjliggör förflyttning över längre avstånd. Till de primitiva dragen hör liten kroppsstorlek, fotens konstruktion, en begränsad förmåga att vrida överarmen mellan armbågen och skuldran ("humeral torsion") samt ett lågt värde på kvoten mellan hjärnans och kroppens massa ("encephalization quotient, EQ"). Skelettets uppbyggnad hos dessa förmänniskor avviker från senare exemplar av H. erectus. David Lordkipanidze och de andra författarna till en studie publicerad i Nature anser vid en sammantagen bedömning att fynden är jämförbara med de äldsta varianterna av släktet Homo (människa), en människoart som döpts till Homo habilis och som levde för 1,8 och 2,5 miljoner år sedan.
Till de utmärkande dragen hos H. erectus hör en långsträckt och platt hjässa där bakdelen av skallen har en utbuktning eller benkam (transverse torus). Typiskt för H. erectus var även de framträdande ögonbrynsbågarna. Hjärnvolymen varierade mellan 950 och 1100 cm3. Som jämförelse var hjärnvolymen hos Australopithecus någonstans mellan 375 och 550 cm3 och är hos Homo sapiens i genomsnitt c:a 1400 cm3. Ett av de mest berömda Erectus-fynden, Turkanapojken, är ett nästan komplett skelett av en 11–12 år gammal pojke. Hans hjärnvolym var 800 cm³ och skulle som fullt utvecklad kommit upp i c:a 910 cm3, alltså under genomsnittet för arten. Homo erectus var kraftigare byggda än vi och kan dessutom – åtminstone vissa populationer av Homo erectus – mycket väl har varit längre än den genomsnittliga nutidsmänniskan. Den pojke som hittades var 160 cm lång och skulle som vuxen ha blivit omkring 185 cm. Könsdimorfismen mellan män och kvinnor var större än hos nutida människor, Erectus-männen var omkring 20–30 % större än kvinnorna. En vuxen man, som var fysiskt aktiv och deltog i jakterna och de långa förflyttningarna – kunde vara 185 cm lång och väga närmare 90 kilo. Hans syster var då knappt 150 cm lång och vägde inte mer än 50 kg. En så stor skillnad brukar leda till ett kraftigt mansdominerat samhälle. Detta är emellertid ingen naturlag – om kvinnorna har en förhållandevis hög testosteronnivå påverkas kvinnans maktställning positivt. Dessutom är kanhända resonemang om könsdimorfismens betydelse för sociala strukturer inte tillämpliga på Homo, eftersom hela släktet Homo förlitade sig mycket på redskap, och redskapen gör fysisk styrka mindre viktig i strid. Det finns till och med forskning som tyder på att tidiga människor hade helt icke-hierarkiska samhällen utan maktordning. Tändernas utseende hos H. erectus påminner mycket om Homo sapiens, dock var kindtänderna större, och dessutom var käken kraftigare hos H. erectus.

### Turkanapojken
Det mest kända fyndet av Homo ergaster, eller H. erectus om man tillhör den skolan, är Turkanapojken. Ett nästan fullständigt skelett hittades år 1984 av Kamoya Kimeu, som tillhörde ett team lett av Richard Leakey nära Turkanasjön i Kenya.
"Nariokotome Boy" som han ibland kallas, levde för ungefär 1,5 – 1,8 miljoner år sedan i Turkana i Kenya. Han var mellan 9 och 12 år när han dog, men var redan 160 cm lång och skulle ha kunnat bli 185 cm som vuxen. Nästan 90% av hans skelett återfanns, och detta har gett mycket värdefull information om denna art vad gäller kroppsstorlek, proportioner och utveckling. Turkanapojken hade en lång, smal kropp anpassad för att löpande förfölja byten över långa sträckor på den afrikanska savannen och stäppen. Han hade ett ansikte som mycket liknar nutidsmänniskans med en näsa som sticker ut, och en skalle med utrymme för en, för sin tid, ovanligt stor hjärna.

### Pekingmänniskan
Underarten levde för cirka 400 000 år sedan i regionen som blev Kina.

## Kultur och redskap

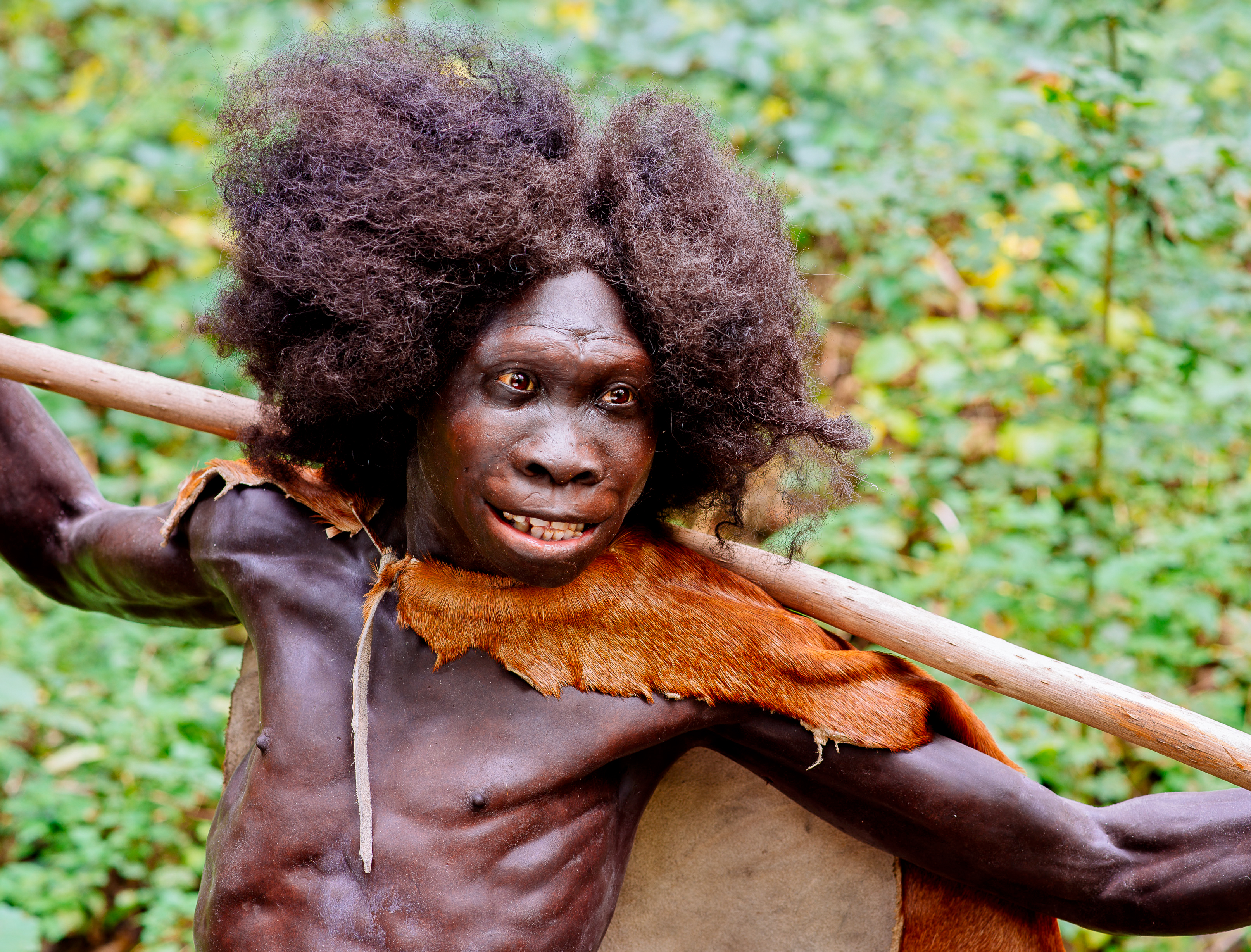
Homo erectus (här rekonstruerad) tog för omkring 1,75 miljoner år sedan ett evolutionärt språng. Hon förbättrade sina redskap, lärde sig hantera elden och började äta tillagad mat. Hon förbättrade jaktvapen och kläder så att hon kunde överleva i kallare klimat. För tillfället antar man att hon inte har några nu levande ättlingar på jorden, utan helt enkelt försvann för 50 000 år sedan, 20 000 år före Neanderthalaren.

H. erectus använde sannolikt eld, och hade en verktygskultur som kallas Acheuléen. Fynd av stenredskap som uppskattas vara 300 000 – 1,6 miljoner år gamla har gjorts i Etiopien. Forskare tror att dessa enkla redskap var ett slags skärverktyg, tillverkade av skärvor från större stenar, som man till exempel kunde stycka byten med. Mot slutet av perioden blev verktygen mer välgjorda med jämnare former. H. erectus tillverkade även vapen varmed de nedlade djur eller slog sönder ben för att komma åt benmärgen.
Homo erectus var mycket framgångsrika i att skapa en teknik som möjliggjorde förflyttning över vatten och som tillät dem att anpassa sig till nya miljökrav och att tillvarata de möjligheter nya omgivningar gav. De levde i tropiska och subtropiska trakter i Afrika och Eurasien. Den territoriella expansionen påbörjades troligen redan i artens barndom för 1,8 – 1,7 miljoner år sedan. Förvånansvärt nog förändrades inte Homo erectus anatomi nämnvärt förrän för omkring 750 000 år sedan. Hjärnan blev större och man kan gissa sig till att delar av hjärnan kopplas ihop på nya sätt. H.erectus gjorde uppenbarligen evolutionära utvecklingssprång som gav "nya" funktioner i hjärnan, som fick dem att börja använda elden, förbättra redskap och jaktvapen och tillverka klädesplagg som möjliggjorde inflyttning i den säsongsmässigt kalla tempererade zonen i Asien och Europa. Denna migration blev möjlig genom större intelligens, och det är ännu ett mysterium varför arten dog ut.

## Klassificering
En livlig debatt om vilken roll H. erectus har spelat i människans evolution har pågått under hela 1900-talet, en diskussion som alltjämt pågår. Även om forskning om mitokondrie-DNA tyder på att H. erectus inte är förfader till oss, måste arten ändå placeras in i det mänskliga släktträdet. Den för tillfället  dominerande uppfattningen är, att H. erectus är en ättling till tidiga förmänniskor såsom till exempel Australopithecus och Homo habilis.
En del forskare delar in H. erectus i olika arter. Den ursprungliga, afrikanska arten kallas då för Homo ergaster, hantverkarmänniskan, medan H. erectus är den art som lämnade Afrika. Till H. ergaster hör enligt den terminologin då bl.a. det 1,6 – 1,8 miljoner år gamla och fullständiga skelettet från Turkana-pojken. Erectus-populationer i skilda delar av Asien och Europa, som kan ha levt isolerade i hundratusentals år, kan ha gett upphov till ett antal underarter. Andra forskare gör alltså inte denna åtskillnad utan inkluderar samma fossil i H. erectus.
Förhållandet mellan H. erectus och H. habilis är inte heller helt klarlagt. Nya fynd i Kenya från 2007 indikerar att de båda arterna delvis var samtida och har sitt ursprung i en gemensam förfader.